# شهرستان ردفان
ناحیهٔ ردفان (به عربی: مدیریة ردفان) یک ناحیه در یمن است که در استان لحج واقع شده‌است.
ناحیهٔ ردفان ۴۵٬۵۷۰ نفر جمعیت دارد.